# Lycosa corallina
Lycosa corallina este o specie de păianjeni din genul Lycosa, familia Lycosidae, descrisă de Mckay, 1974. Conform Catalogue of Life specia Lycosa corallina nu are subspecii cunoscute.